# Les Restos du Cœur

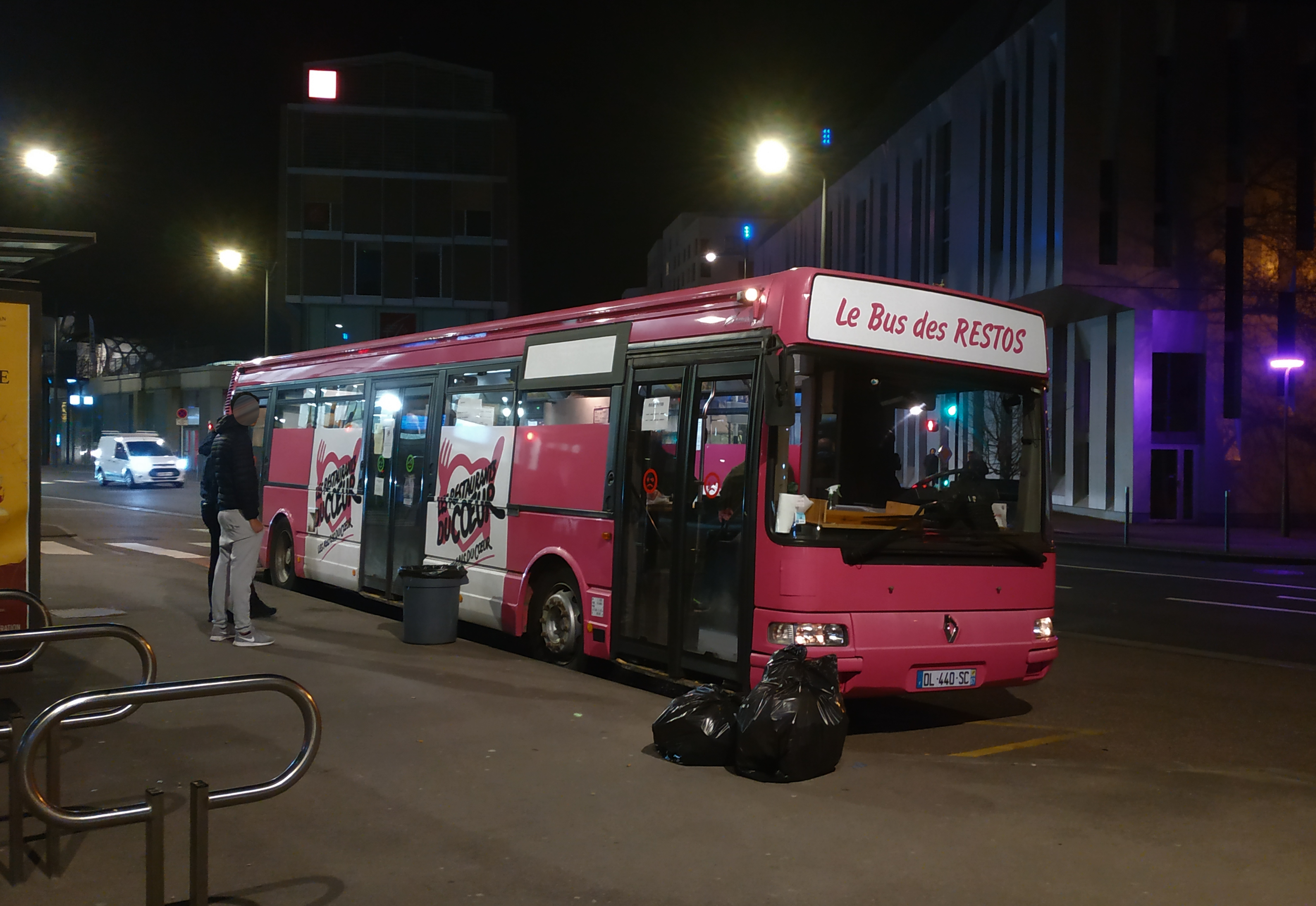
Bus der Initiative in Metz

Les Restos du Cœur (kurz für französisch Les Restaurants du Cœur - Relais du Cœur, deutsch Die Restaurants des Herzens) ist eine französische Initiative, die Nahrung und Kleidung an Bedürftige verteilt. Gegründet wurde sie 1985 von dem französischen Komödianten und Filmschauspieler Coluche, mit bürgerlichem Namen Michel Colucci. Für Coluche war es eine Herzenssache, auch in seinen Filmen und Bühnenauftritten gegen Rassismus und Armut mit Witz und Humor anzukämpfen. Die Aktion wird von zahlreichen Prominenten unterstützt, die – unter dem Namen Les Enfoirés zusammengeschlossen – Benefizkonzerte geben, die sich zum francophonen Showereignis des Jahres entwickelt haben.

## Geschichte
Coluche stellte seine Idee am 26. September 1985 im Radiosender Europe 1 vor, worauf eine Winterhilfe organisiert wurde. 1988 weiteten die Restos du Cœur ihre Arbeit auch auf die Sommermonate aus. Im selben Jahr verabschiedete das Parlament die Loi Coluche (Coluche-Gesetz), die eine Steuerabzugsfähigkeit für Spenden erlaubte. Ab 1989 wurden neue Organisationsformen hinzugefügt – die Camions du Cœur, das Relais du Cœur, die Toits du Cœur (Unterkünfte), die Jardins et Ateliers du Cœur und die Restos Bébés du Cœur. 1995 wurde die erste Notunterkunft (Péniche du Cœur) eingeweiht. 1995 begannen Kurse zur Bekämpfung des Analphabetismus (Ateliers CLÉ (Communication, Lecture, Écriture)). Ab 2002 wurden nationale Außenstellen errichtet. Eine öffentliche Diskussion über die Abschaffung des Coluche-Gesetzes führte zu einer starken Mobilisierung, an deren Ende das zweite Coluche-Gesetz stand. Dieses erhöhte die Steuerabzugsfähigkeit für Spenden auf 75 %. 2008 erreichte die Zahl der Essensausgaben die Marke von 100 Millionen; 2020 wurden 1,2 Millionen Menschen bedient und 142 Millionen Essen ausgegeben. Am 11. Februar 2016 erreichten die Restos ein Gesetz, das Supermärkten mit einer Fläche von mehr als 400 m² dazu verpflichtet, Lebensmittel vor ihrer Vernichtung den Restos oder vergleichbaren Organisationen anzubieten.
Als Vorgänger der Restos gelten die von Eugénie Duchoiselle ab den 1930er-Jahren betriebenen „Pot-au-Feu des Vieux“ (Fleischtopf für Alte).

## Tätigkeiten
- Les Jardins des Restos du Cœur

Die Jardins (Gärten) sind von den Restos betriebene landwirtschaftliche Einrichtungen, in denen Menschen wieder in das Arbeitsleben eingegliedert werden. Die Produkte werden über die Restos verteilt.
- Les Ateliers des Restos du Cœur

In den Ateliers werden Techniken gelehrt, die im Alltag nützlich sind oder Hobbys vermittelt. Sie dienen vor allen Dingen den sozialen Kontakten der Teilnehmer.
- Les Relais Bébés du Cœur – Les Restos Bébés du Cœur

In den 70 Restos Bébés du Coeur treffen sich junge Eltern, um ihre Erfahrungen auszutauschen und um Hilfe zu erhalten. Dort werden Kinder bis zum Alter von 12 Monaten betreut. Die Eltern erhalten materielle Hilfen (Windeln, Kleidung, Spiele, Hygieneprodukte). Zur Beratung stehen außer anderen Eltern Erzieherinnen, Krankenschwestern oder Sozialarbeiter zur Verfügung.
- Les Toits du Cœur

In den Toits du Cœur (toits bedeutet eigentlich Dächer, ist hier aber im Sinne von Bleibe zu verstehen) werden Familien in Notlagen für die Dauer von höchstens sechs Monaten untergebracht.
- La Péniche du Cœur

Die Péniches – das Wort bedeutet eigentlich Hausboot – du Cœur sind Notfallunterkünfte für Obdachlose.
- Les Petites Ruches des Restos du Cœur

In diesen Einrichtungen werden Erwerbslose in das Berufsleben zurückgeführt, indem sie gegen Bezahlung Tätigkeiten wie Gartenarbeit oder Hausarbeiten ausüben. Das Wort ruche bedeutet Bienenkorb.
- Les Tremplins du Cœur – Relais du Cœur

In den Tremplins (Sprungschanzen) werden erwerbslose Personen beruflich qualifiziert und in reguläre Arbeitsverhältnisse vermittelt.

## Organisationsstruktur
An der Spitze steht der nationale Verband (l’Association National). Dieser pflegt die Beziehungen zu den öffentlichen Einrichtungen und staatlichen Stellen. Er organisiert die Spendenaktionen und Veranstaltungen und die Versorgung mit Lebensmitteln, die auf der staatlichen Ebene verhandelt wird. Des Weiteren obliegen ihm die technische Verwaltung (IT und Gebäudemanagement) sowie die Rekrutierung, Schulung und Betreuung der Freiwilligen. Unterstützt wird er von nationalen Außenstellen (les Antennes). Darunter koordinieren 119 rechtlich selbstständige Abteilungsverbände (les Associations Départementales) die Nahrungsmittelverteilung. Die ungefähr 2.000 Aktivitätszentren (les centres d’activités) – auch Departementsverbände genannt – betreiben die lokalen Einrichtungen der Organisation.
Präsident ist Patrice Douret, Generalsekretär André Beillard.

## Restos in anderen Ländern

### Deutschland
Seit 1992 existiert in Erfurt ein „Restaurant des Herzens“. Es ist vom 6. Dezember bis Ende Januar geöffnet. Ein „Restaurant des Herzens“ gibt es seit dem Jahr 1995 auch in Leipzig. Bedürftige erhalten dort von Dezember bis Januar an 32 Tagen ein dreigängiges Menü.

### Belgien
Die Restos in Belgien wurden von Coluche 1986 gegründet, unterscheiden sich aber in einigen Punkten von der französischen Organisation. In Belgien wird von den Beteiligten eine geringfügige Bezahlung verlangt und es werden bezahlte Kräfte eingesetzt.